# لقمه‌ماهی چاپیر
لقمه‌ماهی چاپیر (نام علمی: Himantura schmardae) نام یک گونه از سرده لقمه‌ماهی‌های شلاقی است.